# Jesper Kemi (ishockeyspelare)
Jesper Kemi, född 28 maj 1992 i Kiruna, är en svensk före detta professionell ishockeyspelare (forward), med Kiruna HC som moderklubb. Han spelade nio säsonger i Väsby IK HK och blev därefter kvar som tränare i klubben under tre säsonger. Han är yngre bror till ishockeyspelaren Philip Kemi.